# Jonas Nilsson
Jonas Lars Nilsson (* 7. března 1963 Hedemora) je bývalý švédský reprezentant v alpském lyžování, slalomový specialista. Závodil za klub Sälens IF. Vyhrál mistrovství Evropy juniorů v alpském lyžování v roce 1981. Na mistrovství světa v alpském lyžování získal v roce 1985 v Bormiu titul ve slalomu, v roce 1989 ve Vailu byl pátý ve slalomu, sedmnáctý v obřím slalomu a třiadvacátý v kombinaci. Na olympijských hrách obsadil ve slalomu 4. místo v roce 1984, 6. místo v roce 1988 a 8. místo v roce 1992. Vyhrál dva závody Světového poháru, oba ve slalomu: 16. prosince 1985 v Madonně di Campiglio a 6. ledna 1990 v Kranjské Goře.